# Michael Graziadei
Michael Graziadei (ur. 22 września 1979 w Niemczech) – amerykański aktor telewizyjny i filmowy.

## Wybrana filmografia

### Filmy fabularne
- 2009: The Outside jako Ned Blakey
- 2009: Błękitna głębia 2: Rafa (Into the Blue 2: The Reef) jako Mace
- 2013: The Blackout jako Chas Knopfler

### Seriale TV
- 2004: Uziemieni (Grounded for Life) jako chłopak z college'u
- 2004–13: Żar młodości (The Young and The Restless) jako Daniel Romalotti
- 2008: 90210 jako Eric
- 2011: American Horror Story: Murder House jako Travis Wanderley
- 2013: Lista klientów (The Client List) jako Bobby
- 2013: Longmire jako Richard Montero
- 2013: Agenci T.A.R.C.Z.Y. (Agents of S.H.I.E.L.D.) jako Jakob Nystrom
- 2014: The Lottery jako Kyle Walker
- 2014: Grimm jako Ken
- 2015: Kingdom jako Drew Parker
- 2016: Good Girls Revolt jako Gregory